# Мартули
Мартули (бел. Мартулi, пол. Martule) — деревня в Дуниловичском сельсовете Поставского района Витебской области Белоруссии.

## Административное устройство
Ранее входила в состав Волковского сельсовета. С 7 июля 2023 года входит в состав Дуниловичского сельсовета.

## География
Деревня расположена в 37 км на восток от Постав и в 10 км на юго-восток от Дуниловичей.

## Этимология
Название происходит от фамилии Мартуль, которая образовалась от канонического христианского имени Мартин (Мартын).

## Галерея

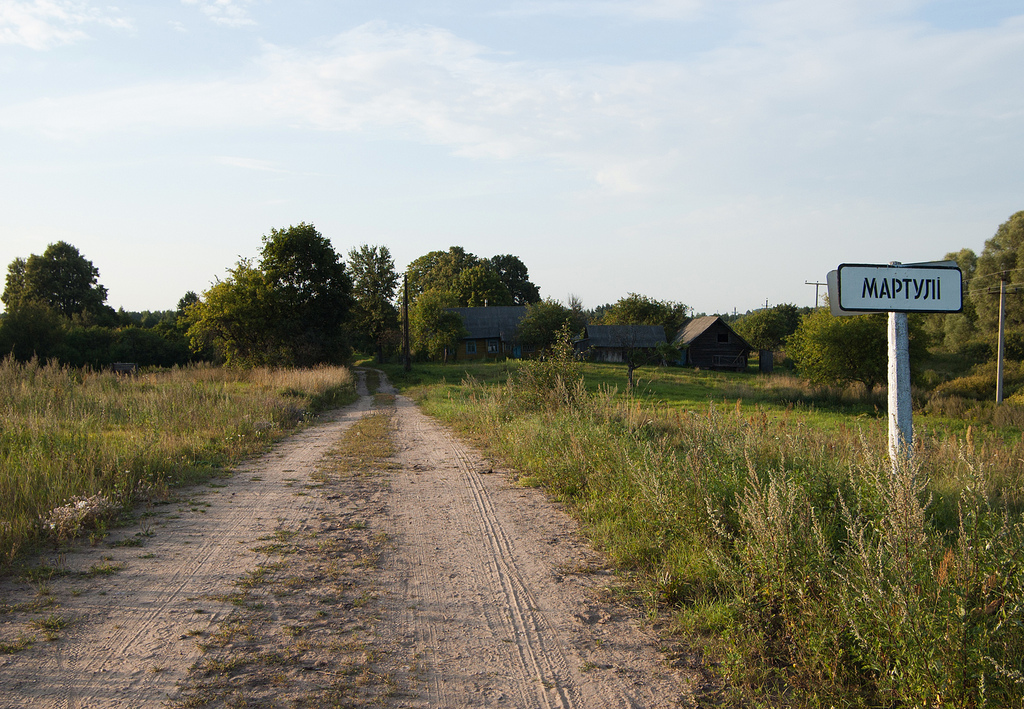
Въезд в Мартули со стороны Куриловичей
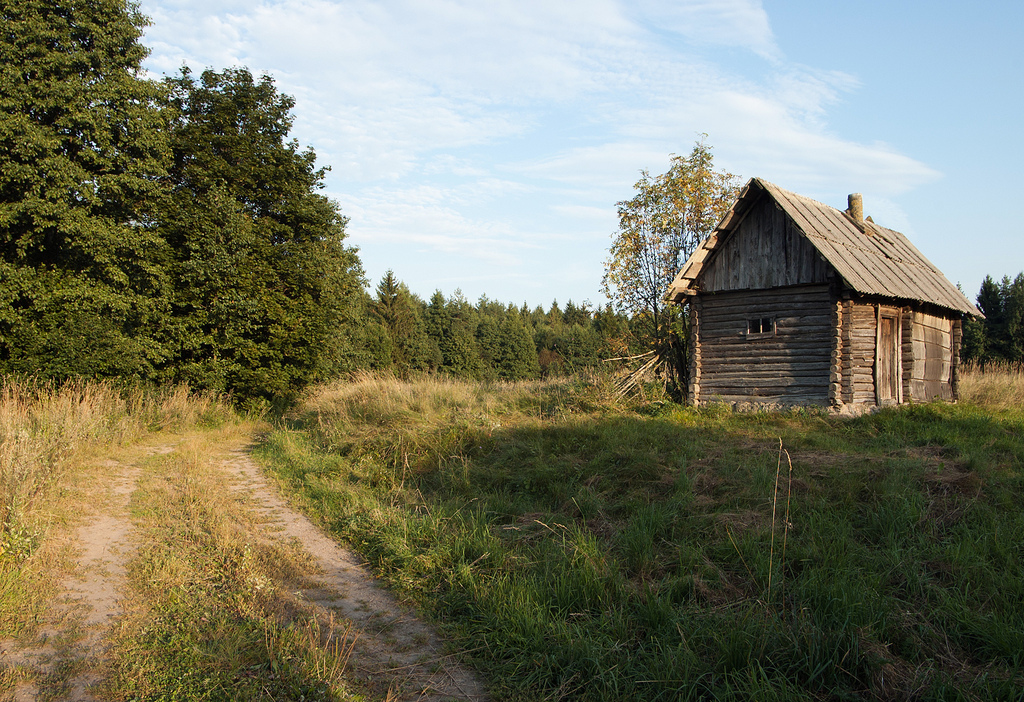
Дорога из Мартулей в Турчины